# Yngvar Numme
Yngvar Numme (1 de octubre de 1944 - 25 de noviembre de 2023) fue un cantante, actor, escritor y director de revistas noruego. Fue conocido especialmente por su papel central en el grupo de espectáculos Dizzie Tunes durante aproximadamente cuarenta años, uno de los conjuntos más exitosos del entretenimiento noruego. Recibió el premio Leonard Statuette en 1990, y Dizzie Tunes recibió el mismo premio en 1993.
Numme y su compañero de Dizzie Tunes, Tor Erik Gunstrøm, también formaron un dúo cómico que generalmente actuaba como parte de los espectáculos de Dizzie Tunes, pero a veces también como un acto independiente del grupo. Numme solía ser el hombre serio, mientras que Gunstrøm interpretaría al personaje cómico o excéntrico. Numme y Gunstrøm fueron uno de los actos cómicos más populares de Noruega en los años 1970 y 1980.
Numme también prestó su voz en la película animada Løvenes Konge (versión noruega de The Lion King) y fue la voz de The Chronicler en el doblaje noruego del videojuego The Legend of Spyro: Dawn of the Dragon, lanzado en 2008.

## Vida personal
Numme nació en Porsgrunn el 1 de octubre de 1944. Sus padres fueron Harald Numme y Erna Andreasssen. Su primer matrimonio, de 1969 a 1991, fue con Kari Fogstad. En 1996 se casó con la bailarina Ingrid Meland. Fue padre del presentador de televisión Thomas Numme.
Numme falleció el 25 de noviembre de 2023, a la edad de 79 años.